# 营城子街道 (沈阳市)
营城子街道，是中华人民共和国辽宁省沈阳市浑南区下辖的一个乡镇级行政单位。

## 行政区划
营城子街道下辖以下地区：
营林社区、南大甸子社区、王宝石寨社区、王起寨社区、施家寨社区、收兵台社区、孙家寨社区、保合社区、永安社区、前桑林子村、后桑林子村、营城子村和张沙布村。
2018年6月，将营城子街道办事处沈桃高速公路以西区域划归桃仙街道办事处。